# Liste der Landschaftlich Schönen Orte in der Präfektur Yamaguchi

Lage der Präfektur Yamaguchi in Japan

Diese Liste der Landschaftlich Schönen Orte in der Präfektur Yamaguchi umfasst Denkmäler der Kategorie Landschaftlich Schöner Ort der japanischen Präfektur Yamaguchi. Diese können auf nationaler Ebene durch den Minister für Bildung, Kultur, Sport, Wissenschaft und Technologie oder den Leiter des Amtes für kulturelle Angelegenheiten ausgewiesen werden sowie auf Präfektur- oder Gemeindeebene. Neben den ausgewiesenen gibt es noch registrierte Landschaftlich Schöne Orte, die begrenztere Unterstützung und Schutz erhalten. Der Schutz und Erhalt der Stätten ist nach dem 1950 in Kraft getretenen Kulturgutschutzgesetz geregelt, welches das „Gesetz zum Erhalt historischer und landschaftlich schöner Stätten und Naturdenkmäler“ (史蹟名勝天然紀念物保存法 Shiseki meishō tennenkinenbutsu hozonhō) von 1919 ablöste.

## Auszeichnungskriterien
Mögliche Auszeichnungskriterien für Landschaftlich Schöne Orte sind:
1. Parks und Gärten
2. Brücken und Dämme
3. Blühende Bäume, blühende Wiesen, Laubfärbung im Herbst, grüne Bäume und andere Orte mit dichtem Bewuchs
4. Orte mit Vögeln, Wildtieren, Fischen, Insekten und anderem
5. Felsen und Höhlen
6. Schluchten, Wasserfälle, Gebirgsbäche, Abgründe
7. Seen, Sümpfe, Feuchtgebiete, schwimmende Inseln, Quellen
8. Sanddünen, Nehrungen, Küsten, Inseln
9. Vulkane, Onsen
10. Berge, Hügel, Hoch- und Tiefebenen, Flüsse
11. Aussichtspunkte

## Legende
- Denkmal: Name des Landschaftlich Schönen Ortes; darunter steht die japanische Bezeichnung
- Lage: Lage des Ortes sowie Koordinaten
- Beschreibung und Anmerkungen: Kurze Beschreibung des Ortes sowie eventuelle Anmerkungen zu weiteren Ausweisungen
- Ausweisungsdatum: Datum der Ausweisung als Landschaftlich Schöner Ort und zusätzlich bei Besonderen Landschaftlich Schönen Orten in Klammern das Ausweisungsdatum als Besonderes Naturdenkmal
- Typ: Nummer des Auszeichnungskriteriums oder der Auszeichnungskriterien
- Links: Weblink zum Landschaftlich Schönen Ort in der Datenbank der Nationalen Kulturgüter Japans sowie auf den Wikidata-Eintrag (Symbol: )
- Bild: Repräsentatives Bild des Landschaftlich Schönen Ortes und gegebenenfalls ein Link zu weiteren Fotos des Kulturdenkmals im Medienarchiv Wikimedia Commons

## Auf nationaler Ebene ausgewiesene Landschaftlich Schöne Orte
Stand 17. Dezember 2021 wurden dreizehn Landschaftlich Schöne Orte auf nationaler Ebene ausgewiesen.
| Denkmal                                            | Lage                   | Beschreibung und Anmerkungen                                                                                 | Ausweisungsdatum              | Typ  | Links | Bild            |
| -------------------------------------------------- | ---------------------- | --- | ----------------------------- | ---- | ----- | --------------- |
| Kintai-Brücke 錦帯橋 Kintai-kyō                    | Iwakuni (Karte)        | Die etwa 200 m lange über den Nishiki führende Holzbogenbrücke wurde 1993 zum Nationalschatz Japans erhoben. | 8. März 1922                  | 2    |       | weitere Bilder  |
| Kurusan-zan 狗留孫山 Kurusan-zan                   | Shimonoseki (Karte)    | | 30. Aug. 1940                 | 10   |       | Bild gesucht BW |
| Sōrinji-Garten 宗隣寺庭園 Sōrinji teien            | Ube (Karte)            | | 7. Feb. 1983                  | 1    |       |                 |
| *Jōeiji-Garten 常栄寺庭園 Jōeiji teien             | Yamaguchi (Karte)      | auch eine Historische Stätte                                                                                 | 24. Feb. 1926 (10. Okt. 1962) | 1    |       | weitere Bilder  |
| Jōtoku-Garten 常徳寺庭園 Jōtokuji teien            | Yamaguchi (Karte)      | | 27. Dez. 2000                 | 1    |       | Bild gesucht BW |
| Susa-Bucht 須佐湾 Susa-wan                         | Hagi (Karte)           | auch ein Naturdenkmal                                                                                        | 5. März 1928                  | 5, 8 |       | weitere Bilder  |
| Ōmijima 青海島 Oumijima                            | Nagato (Karte)         | auch ein Naturdenkmal                                                                                        | 20. Okt. 1926                 | 5, 8 |       | weitere Bilder  |
| Sekichū-kei 石柱渓 Sekichū-kei                     | Shimonoseki (Karte)    | auch ein Naturdenkmal                                                                                        | 20. Okt. 1926                 | 5, 6 |       | weitere Bilder  |
| Chōmon-kyō 長門峡 Chōmon-kyō                       | Hagi/Yamaguchi (Karte) | im Chōmonkyō-Präfekturnaturpark                                                                              | 7. März 1923                  | 5    |       | weitere Bilder  |
| Tawara-jima 俵島 Tawarajima                        | Nagato (Karte)         | auch ein Naturdenkmal                                                                                        | 14. Juni 1927                 | 5, 8 |       | Bild gesucht BW |
| Garten der Mōri-Familie 毛利氏庭園 Mōri-shi teien  | Hōfu (Karte)           | | 29. März 1996                 | 1    |       | weitere Bilder  |
| Ryūgū no shiofuki 龍宮の潮吹 Ryūgū no shiofuki     | Nagato (Karte)         | auch ein Naturdenkmal                                                                                        | 9. Aug. 1934                  | 5, 8 |       | weitere Bilder  |
| Tokusa (Kirschblüte) 徳佐 (サクラ) Tokusa (sakura) | Yamaguchi (Karte)      | Auf dem Weg zum Tokusa Hachiman-gū (徳佐八幡宮)                                                              | 15. März 2022                 |      |       | Bild gesucht BW |

## Auf Präfekturebene ausgewiesene Landschaftlich Schöne Orte
Stand 1. Mai 2021 wurden günf Landschaftlich Schöne Orte auf Präfekturebene ausgewiesen.
| Denkmal                                   | Lage              | Beschreibung und Anmerkungen | Ausweisungsdatum | Typ | Links | Bild            |
| ----------------------------------------- | ----------------- | ---------------------------- | ---------------- | --- | ----- | --------------- |
| Fugenji-Garten 普賢寺庭園 Fugenji teien   | Hikari (Karte)    |                              |                  |     |       |                 |
| Zenshōji-Garten 善生寺庭園 Zenshōji teien | Yamaguchi (Karte) |                              |                  |     |       | Bild gesucht BW |
| Shōganin-Garten 松巖院庭園 Shōganin teien | Iwakuni (Karte)   |                              |                  |     |       | Bild gesucht BW |
| Jakuchi-kyō 寂地峡 Jakuchi-kyō            | Iwakuni (Karte)   |                              |                  |     |       | weitere Bilder  |
| Yasaka-kyō 弥栄峡 Yasaka-kyō              | Iwakuni (Karte)   |                              |                  |     |       | weitere Bilder  |

## Auf Gemeindeebene ausgewiesene Landschaftlich Schöne Orte
Stand 1. Mai 2020 wurden elf Landschaftlich Schöne Orte auf Gemeindeebene ausgewiesen.

## Registrierte Landschaftlich Schöne Orte
Stand 1. Dezember 2021 sind vier Landschaftlich Schöne Orte in der Präfektur Yamaguchi auf nationaler Ebene regisrtiert.
| Denkmal                                                       | Lage              | Beschreibung und Anmerkungen | Registrierungsdatum | Links | Bild            |
| ------------------------------------------------------------- | ----------------- | ---------------------------- | ------------------- | ----- | --------------- |
| Sansuien-Garten 山水園庭園 Sansuien teien                     | Yamaguchi (Karte) | Fläche: 8999,33 m²           | 7. Okt. 2015        |       | Bild gesucht BW |
| Tokiwa-Park 常盤公園 Tokiwa kōen                              | Ube (Karte)       |                              | 28. Juli 2008       |       | weitere Bilder  |
| Matsudaya-Hotelgarten 松田屋ホテル庭園 Matsudaya hoteru teien | Yamaguchi (Karte) | Fläche: 2510,11 m²           | 9. Feb. 2017        |       | Bild gesucht BW |
| Kanyōji-Garten 漢陽寺庭園 Kanyōji teien                       | Shūnan (Karte)    | Fläche: 7066,42 m²           | 11. Okt. 2021       |       |                 |